# Coppa del Mondo di sci alpino 2004
La Coppa del Mondo di sci alpino 2004 fu la trentottesima edizione della manifestazione organizzata dalla Federazione Internazionale Sci; ebbe inizio il 25 ottobre 2003 a Sölden, in Austria, e si concluse il 14 marzo 2004 a Sestriere, in Italia. Nel corso della stagione non si tennero né rassegne olimpiche né iridate.
In campo maschile furono disputate 39 gare (12 discese libere, 7 supergiganti, 7 slalom giganti, 11 slalom speciali, 2 combinate), in 18 diverse località. L'austriaco Hermann Maier si aggiudicò sia la Coppa del Mondo generale, sia quella di supergigante; il suo connazionale Stephan Eberharter vinse la Coppa di discesa libera, lo statunitense Bode Miller quella di slalom gigante e l'austriaco Rainer Schönfelder quella di slalom speciale. Eberharter era il detentore uscente della Coppa generale.
In campo femminile furono disputate 35 gare (9 discese libere, 8 supergiganti, 8 slalom giganti, 10 slalom speciali), in 16 diverse località. La svedese Anja Pärson si aggiudicò sia la Coppa del Mondo generale, sia quelle di slalom gigante e di slalom speciale; l'austriaca Renate Götschl vinse le Coppe di discesa libera e di supergigante. La croata Janica Kostelić era la detentrice uscente della Coppa generale.

## Uomini

### Risultati
| Data             | Località               | Nazione     | Pista                  | Spec. | Primo              | Secondo                             | Terzo                               |
| ---------------- | ---------------------- | ----------- | ---------------------- | ----- | ------------------ | ----------------------------------- | ----------------------------------- |
| 26 ottobre 2003  | Sölden                 | Austria     | Rettenbach             | GS    | Bode Miller        | Frédéric Covili                     | Joël Chenal                         |
| 22 novembre 2003 | Park City              | Stati Uniti | Crested Butte          | GS    | Bode Miller        | Andreas Schifferer                  | Hans Knauß                          |
| 23 novembre 2003 | Park City              | Stati Uniti | Clementine             | SL    | Kalle Palander     | Rainer Schönfelder                  | Manfred Pranger                     |
| 29 novembre 2003 | Lake Louise            | Canada      | Men’s Olympic Downhill | DH    | Michael Walchhofer | Erik Guay                           | Antoine Dénériaz                    |
| 30 novembre 2003 | Lake Louise            | Canada      | Men’s Olympic Downhill | SG    | Hermann Maier      | Michael Walchhofer                  | Stephan Eberharter                  |
| 5 dicembre 2003  | Beaver Creek           | Stati Uniti | Birds of Prey          | DH    | Daron Rahlves      | Stephan Eberharter Bjarne Solbakken |                                     |
| 6 dicembre 2003  | Beaver Creek           | Stati Uniti | Birds of Prey          | DH    | Hermann Maier      | Hans Knauß                          | Andreas Schifferer                  |
| 7 dicembre 2003  | Beaver Creek           | Stati Uniti | Birds of Prey          | SG    | Bjarne Solbakken   | Hermann Maier                       | Hans Knauß                          |
| 14 dicembre 2003 | Alta Badia             | Italia      | Gran Risa              | GS    | Kalle Palander     | Davide Simoncelli                   | Frédéric Covili                     |
| 15 dicembre 2003 | Madonna di Campiglio   | Italia      | 3-Tre                  | SL    | Ivica Kostelić     | Giorgio Rocca                       | Manfred Pranger                     |
| 19 dicembre 2003 | Val Gardena            | Italia      | Saslong                | SG    | Lasse Kjus         | Stephan Eberharter                  | Hermann Maier                       |
| 20 dicembre 2003 | Val Gardena            | Italia      | Saslong                | DH    | Antoine Dénériaz   | Michael Walchhofer                  | Hans Knauß                          |
| 21 dicembre 2003 | Alta Badia             | Italia      | Gran Risa              | GS    | Davide Simoncelli  | Kalle Palander                      | Bode Miller                         |
| 3 gennaio 2004   | Flachau                | Austria     | Weltcupstrecke         | GS    | Benjamin Raich     | Massimiliano Blardone               | Bjarne Solbakken                    |
| 4 gennaio 2004   | Flachau                | Austria     | Weltcupstrecke         | SL    | Kalle Palander     | Manfred Pranger                     | Giorgio Rocca                       |
| 10 gennaio 2004  | Chamonix               | Francia     | La Verte des Houches   | DH    | Stephan Eberharter | Lasse Kjus                          | Michael Walchhofer                  |
| 11 gennaio 2004  | Chamonix               | Francia     | La Verte des Houches   | SL    | Giorgio Rocca      | Pierrick Bourgeat                   | Bode Miller                         |
| 11 gennaio 2004  | Chamonix               | Francia     | La Verte des Houches   | KB    | Bode Miller        | Benjamin Raich                      | Lasse Kjus                          |
| 18 gennaio 2004  | Wengen                 | Svizzera    | Männlichen/Jungfrau    | SL    | Benjamin Raich     | Rainer Schönfelder                  | Ivica Kostelić                      |
| 22 gennaio 2004  | Kitzbühel              | Austria     | Streif                 | DH    | Lasse Kjus         | Stephan Eberharter                  | Daron Rahlves                       |
| 23 gennaio 2004  | Kitzbühel              | Austria     | Streifalm              | SG    | Daron Rahlves      | Hermann Maier                       | Michael Walchhofer                  |
| 24 gennaio 2004  | Kitzbühel              | Austria     | Streif                 | DH    | Stephan Eberharter | Daron Rahlves                       | Ambrosi Hoffmann                    |
| 25 gennaio 2004  | Kitzbühel              | Austria     | Ganslern               | SL    | Kalle Palander     | Thomas Grandi                       | Rainer Schönfelder                  |
| 25 gennaio 2004  | Kitzbühel              | Austria     | Streif Ganslern        | KB    | Bode Miller        | Benjamin Raich                      | Lasse Kjus                          |
| 27 gennaio 2004  | Schladming             | Austria     | Planai                 | SL    | Benjamin Raich     | Manfred Mölgg                       | Kalle Palander                      |
| 30 gennaio 2004  | Garmisch-Partenkirchen | Germania    | Kandahar               | DH    | Didier Cuche       | Daron Rahlves                       | Stephan Eberharter                  |
| 31 gennaio 2004  | Garmisch-Partenkirchen | Germania    | Kandahar               | DH    | Stephan Eberharter | Fritz Strobl                        | Alessandro Fattori                  |
| 1º febbraio 2004 | Garmisch-Partenkirchen | Germania    | Kandahar               | SG    | Hermann Maier      | Pierre-Emmanuel Dalcin              | Tobias Grünenfelder                 |
| 7 febbraio 2004  | Adelboden              | Svizzera    | Chuenisbärgli          | GS    | Kalle Palander     | Massimiliano Blardone               | Christoph Gruber Heinz Schilchegger |
| 8 febbraio 2004  | Adelboden              | Svizzera    | Chuenisbärgli          | SL    | Rainer Schönfelder | Bode Miller                         | Benjamin Raich                      |
| 14 febbraio 2004 | Sankt Anton am Arlberg | Austria     | Karl Schranz           | DH    | Hermann Maier      | Stephan Eberharter                  | Hans Grugger                        |
| 15 febbraio 2004 | Sankt Anton am Arlberg | Austria     | Sonnenwiese            | SL    | Bode Miller        | Kalle Palander                      | Mario Matt                          |
| 28 febbraio 2004 | Kranjska Gora          | Slovenia    | Podkoren               | GS    | Bode Miller        | Alberto Schieppati                  | Alexander Ploner Fredrik Nyberg     |
| 29 febbraio 2004 | Kranjska Gora          | Slovenia    | Podkoren               | SL    | Truls Ove Karlsen  | Tom Stiansen                        | Mario Matt                          |
| 6 marzo 2004     | Lillehammer Kvitfjell  | Norvegia    | Olympiabakken          | DH    | Stephan Eberharter | Fritz Strobl                        | Antoine Dénériaz                    |
| 7 marzo 2004     | Lillehammer Kvitfjell  | Norvegia    | Olympiabakken          | SG    | Daron Rahlves      | Bjarne Solbakken                    | Hermann Maier                       |
| 10 marzo 2004    | Sestriere              | Italia      | Kandahar Banchetta     | DH    | Daron Rahlves      | Fritz Strobl                        | Stephan Eberharter                  |
| 11 marzo 2004    | Sestriere              | Italia      | Kandahar Banchetta     | SG    | Hermann Maier      | Stephan Eberharter                  | Christoph Gruber                    |
| 14 marzo 2004    | Sestriere              | Italia      | Kandahar Slalom        | SL    | Kalle Palander     | Rainer Schönfelder                  | Manfred Pranger                     |

Legenda:

DH = discesa libera

SG = supergigante

GS = slalom gigante

SL = slalom speciale

KB = combinata

### Classifiche

#### Generale

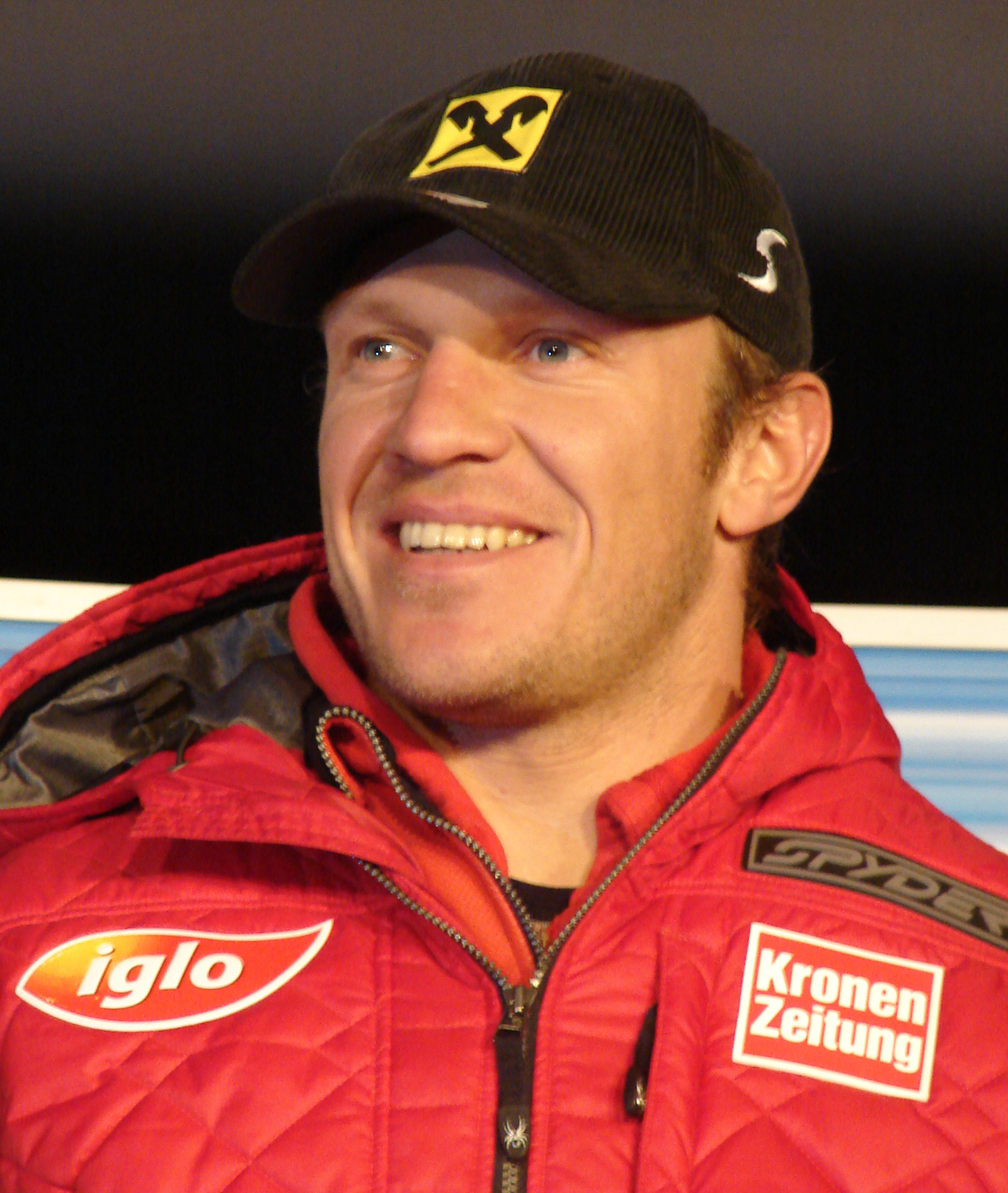
Hermann Maier nel 2006

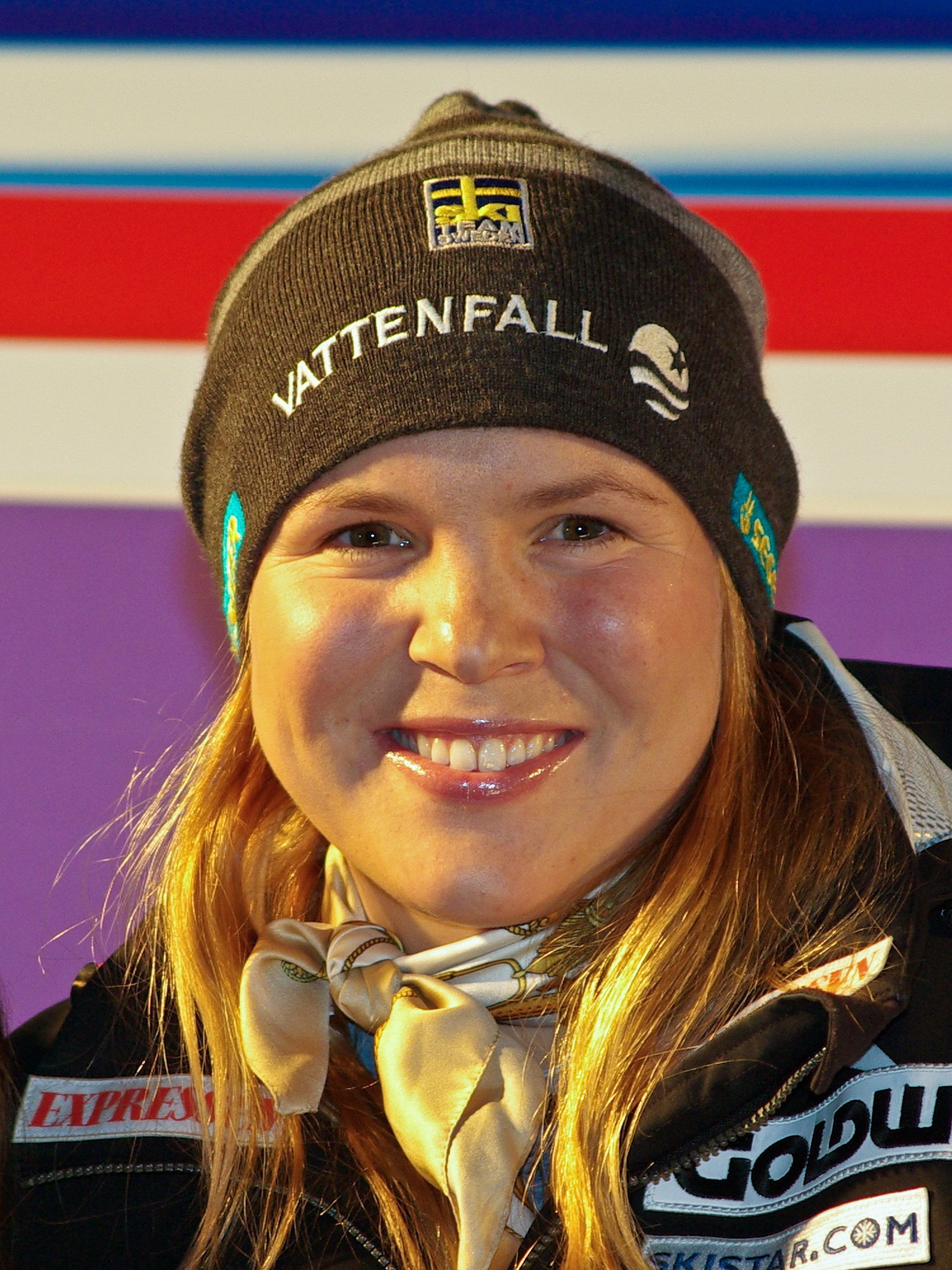
Anja Pärson nel 2008

| Pos. | Nome               | Nazione     | Punti |
| ---- | ------------------ | ----------- | ----- |
| 1    | Hermann Maier      | Austria     | 1265  |
| 2    | Stephan Eberharter | Austria     | 1223  |
| 3    | Benjamin Raich     | Austria     | 1139  |
| 4    | Bode Miller        | Stati Uniti | 1134  |
| 5    | Daron Rahlves      | Stati Uniti | 1004  |
| 6    | Kalle Palander     | Finlandia   | 944   |
| 7    | Michael Walchhofer | Austria     | 828   |
| 8    | Lasse Kjus         | Norvegia    | 824   |
| 9    | Hans Knauß         | Austria     | 796   |
| 10   | Rainer Schönfelder | Austria     | 727   |

#### Discesa libera
| Pos. | Nome               | Nazione     | Punti |
| ---- | ------------------ | ----------- | ----- |
| 1    | Stephan Eberharter | Austria     | 831   |
| 2    | Daron Rahlves      | Stati Uniti | 627   |
| 3    | Hermann Maier      | Austria     | 537   |
| 4    | Fritz Strobl       | Austria     | 512   |
| 5    | Michael Walchhofer | Austria     | 503   |

#### Supergigante
| Pos. | Nome               | Nazione     | Punti |
| ---- | ------------------ | ----------- | ----- |
| 1    | Hermann Maier      | Austria     | 580   |
| 2    | Daron Rahlves      | Stati Uniti | 340   |
| 3    | Stephan Eberharter | Austria     | 312   |
| 4    | Bjarne Solbakken   | Norvegia    | 298   |
| 5    | Michael Walchhofer | Austria     | 243   |

#### Slalom gigante
| Pos. | Nome                  | Nazione     | Punti |
| ---- | --------------------- | ----------- | ----- |
| 1    | Bode Miller           | Stati Uniti | 410   |
| 2    | Kalle Palander        | Finlandia   | 349   |
| 3    | Massimiliano Blardone | Italia      | 266   |
| 4    | Benjamin Raich        | Austria     | 255   |
| 5    | Davide Simoncelli     | Italia      | 238   |

#### Slalom speciale
| Pos. | Nome               | Nazione     | Punti |
| ---- | ------------------ | ----------- | ----- |
| 1    | Rainer Schönfelder | Austria     | 630   |
| 2    | Kalle Palander     | Finlandia   | 595   |
| 3    | Benjamin Raich     | Austria     | 468   |
| 4    | Giorgio Rocca      | Italia      | 429   |
| 5    | Bode Miller        | Stati Uniti | 376   |

#### Combinata
Nel 2004 fu anche stilata la classifica della combinata, sebbene non venisse assegnato alcun trofeo al vincitore.
| Pos. | Nome               | Nazione     | Punti |
| ---- | ------------------ | ----------- | ----- |
| 1    | Bode Miller        | Stati Uniti | 200   |
| 2    | Benjamin Raich     | Austria     | 160   |
| 3    | Lasse Kjus         | Norvegia    | 120   |
| 4    | Pierrick Bourgeat  | Francia     | 90    |
| 5    | Michael Walchhofer | Austria     | 82    |

## Donne

### Risultati
| Data             | Località             | Nazione     | Pista                  | Spec. | Prima                         | Seconda                         | Terza                        |
| ---------------- | -------------------- | ----------- | ---------------------- | ----- | ----------------------------- | ------------------------------- | ---------------------------- |
| 25 ottobre 2003  | Sölden               | Austria     | Rettenbach             | GS    | Martina Ertl                  | Anja Pärson                     | María José Rienda            |
| 28 novembre 2003 | Park City            | Stati Uniti | Crested Butte          | GS    | Anja Pärson                   | Nicole Hosp                     | Denise Karbon                |
| 29 novembre 2003 | Park City            | Stati Uniti | Crested Butte          | SL    | Anja Pärson                   | Sonja Nef                       | Marlies Schild               |
| 5 dicembre 2003  | Lake Louise          | Canada      | Men’s Olympic Downhill | DH    | Carole Montillet              | Hilde Gerg                      | Kirsten Clark                |
| 6 dicembre 2003  | Lake Louise          | Canada      | Men’s Olympic Downhill | DH    | Carole Montillet              | Michaela Dorfmeister            | Renate Götschl               |
| 7 dicembre 2003  | Lake Louise          | Canada      | Men’s Olympic Downhill | SG    | Renate Götschl                | Michaela Dorfmeister            | Hilde Gerg                   |
| 13 dicembre 2003 | Alta Badia           | Italia      | Gran Risa              | GS    | Denise Karbon                 | Nicole Hosp                     | Elisabeth Görgl              |
| 16 dicembre 2003 | Madonna di Campiglio | Italia      | 3-Tre                  | SL    | Anja Pärson                   | Laure Pequegnot                 | Nicole Hosp                  |
| 17 dicembre 2003 | Madonna di Campiglio | Italia      | 3-Tre                  | SL    | Nicole Hosp                   | Anja Pärson                     | Marlies Schild               |
| 20 dicembre 2003 | Sankt Moritz         | Svizzera    | Corviglia              | DH    | Renate Götschl                | Hilde Gerg                      | Maria Riesch                 |
| 27 dicembre 2003 | Lienz                | Austria     | Dolomiten              | GS    | Nicole Hosp                   | Renate Götschl                  | Kirsten Clark                |
| 28 dicembre 2003 | Lienz                | Austria     | Dolomiten              | SL    | Anja Pärson                   | Nicole Hosp                     | Monika Bergmann              |
| 4 gennaio 2004   | Megève               | Francia     | Etret                  | SG    | Alexandra Meissnitzer         | Renate Götschl                  | Michaela Dorfmeister         |
| 5 gennaio 2004   | Megève               | Francia     | Radaz                  | SL    | Anja Pärson                   | Marlies Schild                  | Monika Bergmann Martina Ertl |
| 10 gennaio 2004  | Veysonnaz            | Svizzera    | L’Ours                 | DH    | Renate Götschl                | Michaela Dorfmeister Hilde Gerg |                              |
| 11 gennaio 2004  | Veysonnaz            | Svizzera    | L’Ours                 | SG    | Hilde Gerg                    | Michaela Dorfmeister            | Silvia Berger                |
| 14 gennaio 2004  | Cortina d'Ampezzo    | Italia      | Olimpia delle Tofane   | SG    | Geneviève Simard              | Maria Riesch                    | Hilde Gerg                   |
| 16 gennaio 2004  | Cortina d'Ampezzo    | Italia      | Olimpia delle Tofane   | SG    | Renate Götschl                | Martina Ertl                    | Hilde Gerg                   |
| 17 gennaio 2004  | Cortina d'Ampezzo    | Italia      | Olimpia delle Tofane   | DH    | Hilde Gerg                    | Renate Götschl                  | Carole Montillet             |
| 18 gennaio 2004  | Cortina d'Ampezzo    | Italia      | Olimpia delle Tofane   | DH    | Carole Montillet              | Renate Götschl                  | Lindsey Vonn                 |
| 24 gennaio 2004  | Maribor              | Slovenia    | Pohorje                | GS    | Anja Pärson                   | Michaela Dorfmeister            | María José Rienda            |
| 25 gennaio 2004  | Maribor              | Slovenia    | Radvanje               | SL    | Anja Pärson                   | Marlies Schild                  | Nicole Hosp                  |
| 30 gennaio 2004  | Haus                 | Austria     | Krummholz              | DH    | Maria Riesch                  | Isolde Kostner                  | Renate Götschl               |
| 31 gennaio 2004  | Haus                 | Austria     | Krummholz              | DH    | Isolde Kostner                | Renate Götschl                  | Fränzi Aufdenblatten         |
| 1º febbraio 2004 | Haus                 | Austria     | Krummholz              | SG    | Carole Montillet Maria Riesch |                                 | Michaela Dorfmeister         |
| 7 febbraio 2004  | Zwiesel              | Germania    | Arber                  | GS    | Anja Pärson                   | Tina Maze                       | Renate Götschl               |
| 8 febbraio 2004  | Zwiesel              | Germania    | Arber                  | SL    | Anja Pärson                   | Monika Bergmann                 | Veronika Zuzulová            |
| 21 febbraio 2004 | Åre                  | Svezia      | Olympia                | SG    | Renate Götschl                | Carole Montillet                | Brigitte Obermoser           |
| 22 febbraio 2004 | Åre                  | Svezia      | Olympia                | GS    | Anja Pärson                   | María José Rienda               | Elisabeth Görgl              |
| 28 febbraio 2004 | Levi                 | Finlandia   | Levi Black             | SL    | Tanja Poutiainen              | Elisabeth Görgl                 | Maria Riesch                 |
| 29 febbraio 2004 | Levi                 | Finlandia   | Levi Black             | SL    | Maria Riesch                  | Elisabeth Görgl                 | Martina Ertl                 |
| 10 marzo 2004    | Sestriere            | Italia      | Kandahar Banchetta     | DH    | Renate Götschl                | Sylviane Berthod                | Isolde Kostner               |
| 11 marzo 2004    | Sestriere            | Italia      | Kandahar Banchetta     | SG    | Nadia Styger                  | Maria Riesch                    | Michaela Dorfmeister         |
| 13 marzo 2004    | Sestriere            | Italia      | Kandahar Slalom        | SL    | Marlies Schild                | Sarah Schleper                  | Tanja Poutiainen             |
| 14 marzo 2004    | Sestriere            | Italia      | Sises                  | GS    | Anja Pärson                   | Denise Karbon                   | Alexandra Meissnitzer        |

Legenda:

DH = discesa libera

SG = supergigante

GS = slalom gigante

SL = slalom speciale

### Classifiche

#### Generale
| Pos. | Nome                  | Nazione   | Punti |
| ---- | --------------------- | --------- | ----- |
| 1    | Anja Pärson           | Svezia    | 1561  |
| 2    | Renate Götschl        | Austria   | 1344  |
| 3    | Maria Riesch          | Germania  | 977   |
| 4    | Hilde Gerg            | Germania  | 962   |
| 5    | Carole Montillet      | Francia   | 957   |
| 6    | Michaela Dorfmeister  | Austria   | 943   |
| 7    | Martina Ertl          | Germania  | 770   |
| 8    | Alexandra Meissnitzer | Austria   | 734   |
| 9    | Tanja Poutiainen      | Finlandia | 669   |
| 10   | Elisabeth Görgl       | Austria   | 654   |

#### Discesa libera
| Pos. | Nome                 | Nazione  | Punti |
| ---- | -------------------- | -------- | ----- |
| 1    | Renate Götschl       | Austria  | 680   |
| 2    | Hilde Gerg           | Germania | 546   |
| 3    | Carole Montillet     | Francia  | 492   |
| 4    | Isolde Kostner       | Italia   | 348   |
| 5    | Michaela Dorfmeister | Austria  | 334   |

#### Supergigante
| Pos. | Nome                 | Nazione  | Punti |
| ---- | -------------------- | -------- | ----- |
| 1    | Renate Götschl       | Austria  | 467   |
| 2    | Carole Montillet     | Francia  | 402   |
| 3    | Michaela Dorfmeister | Austria  | 391   |
| 4    | Hilde Gerg           | Germania | 390   |
| 5    | Maria Riesch         | Germania | 338   |

#### Slalom gigante
| Pos. | Nome              | Nazione   | Punti |
| ---- | ----------------- | --------- | ----- |
| 1    | Anja Pärson       | Svezia    | 630   |
| 2    | Denise Karbon     | Italia    | 343   |
| 3    | María José Rienda | Spagna    | 339   |
| 4    | Elisabeth Görgl   | Austria   | 293   |
| 5    | Tanja Poutiainen  | Finlandia | 279   |

#### Slalom speciale
| Pos. | Nome             | Nazione   | Punti |
| ---- | ---------------- | --------- | ----- |
| 1    | Anja Pärson      | Svezia    | 770   |
| 2    | Marlies Schild   | Austria   | 447   |
| 3    | Monika Bergmann  | Germania  | 437   |
| 4    | Tanja Poutiainen | Finlandia | 390   |
| 5    | Elisabeth Görgl  | Austria   | 339   |